# Lâu đài Vichtenstein
Lâu đài Vichtenstein là một lâu đài ở Oberösterreich, Áo. Lâu đài nằm ở trên một ngọn đồi ở bờ phải sông Donau thuộc xã Vichtenstein. Không có tài liệu về việc xây dựng lâu đài nhưng nó được cho là đã được xây vào khoảng năm 1100. Lâu đài này từng thuộc Giáo phận Passau. Trong thế kỷ 14, lâu đài đã được thế chấp nhiều lần cho đến khi trở thành tài sản của bá tước Schauberg, rồi lại thuộc về giáo phận Pasau cho tới thời thế tục hóa. Lâu đài Vichtenstein luôn có người ở, nên thường được xây sửa và tu bổ. Hiện tại lâu đài này thuộc sở hữu tư và không thể viếng thăm được.

## Hình ảnh

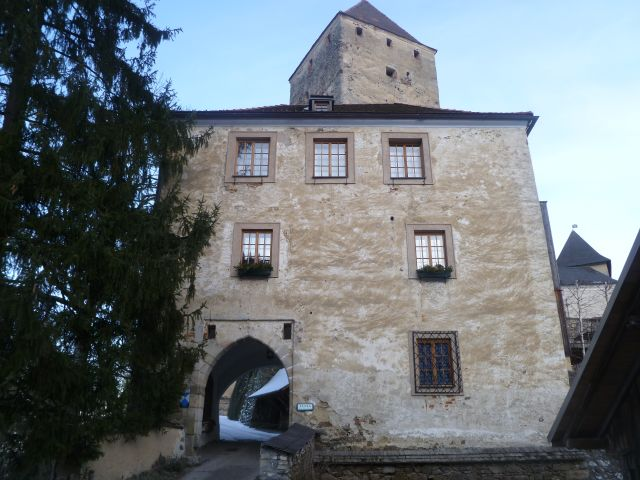
Burg Vichtenstein: Tháp với cổng vào
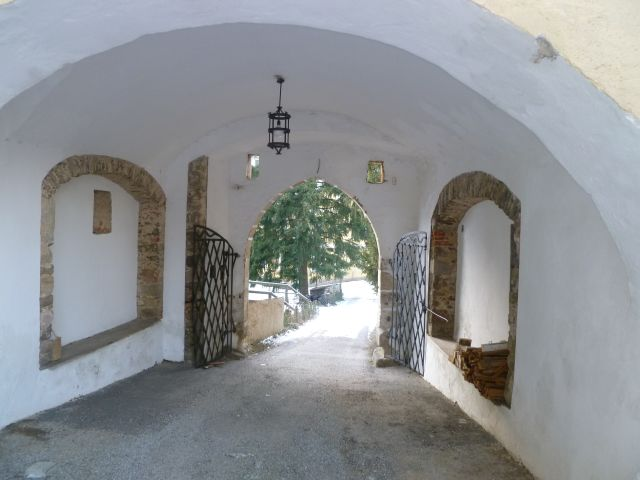
Burg Vichtenstein: Cổng vào
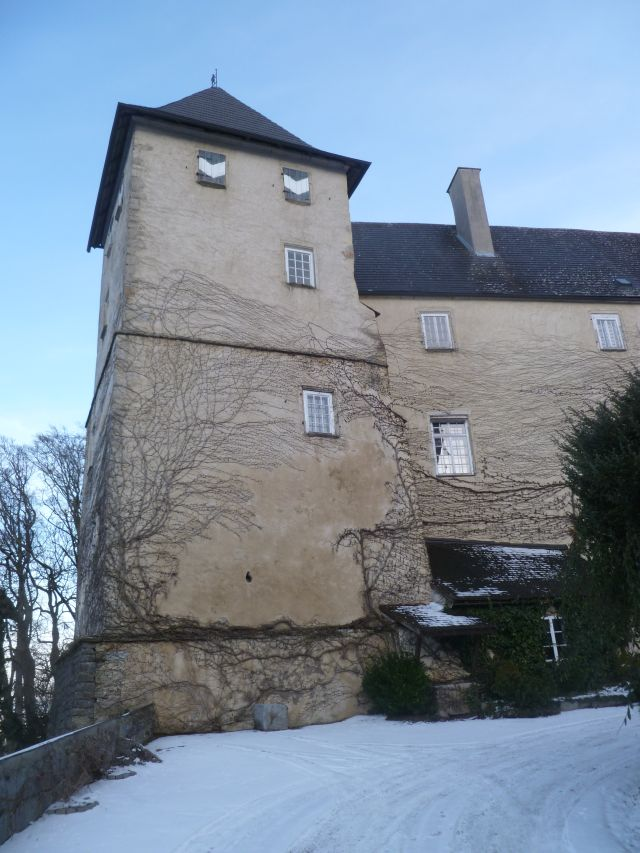
Burg Vichtenstein: Tháp nhìn từ bên trong
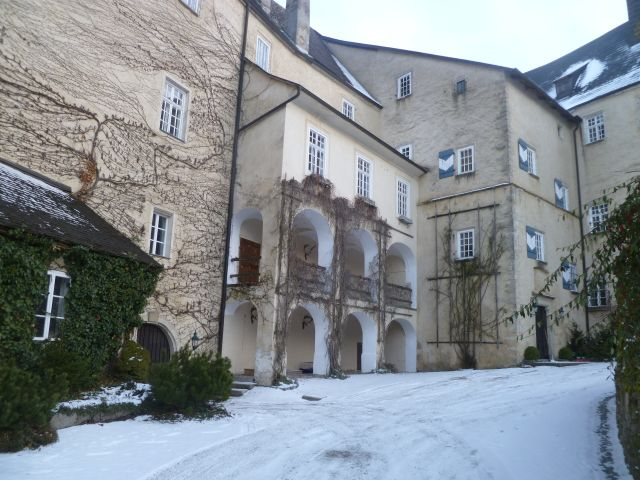
Burg Vichtenstein: Sân trong lâu đài
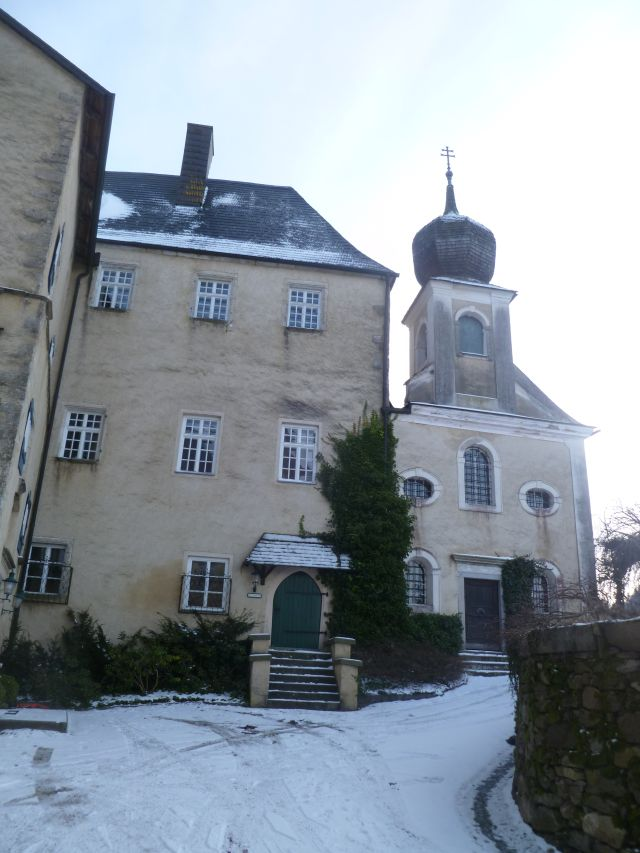
Burg Vichtenstein: Nhà thờ nhỏ